# 岩瀬顕子
岩瀬 顕子（いわせ あきこ）は日本の俳優・脚本家・プロデューサー。旧芸名：岩瀬 晶子。
栃木県宇都宮市出身。とちぎ未来大使。米国ウィリアム・アンド・メアリー大学卒業。

## 来歴・人物
- 栃木県立宇都宮女子高等学校在学中に、英語弁論大会栃木県代表として全国大会に出場。カリフォルニア州の高校へ一年間留学し、高校卒業後に再び渡米。
- アメリカの名門大学として知られるバージニア州立ウィリアム・アンド・メアリー大学（w:The College of William and Mary）で国際関係学部を専攻。在学中は、メキシコの児童養護施設でのボランティアの他、ヨーロッパやアメリカを数か月かけてバックパッカーとして一人旅をする。アジアやアフリカへの旅も含め、これまでに50か国以上を訪れている。メキシコでボランティアをしていた際の現地の劇団との出会いがきっかけで、大学卒業後は舞台俳優を志すようになり、劇団文学座の養成所から劇団青年座研究所に編入、卒業[1]。
- 様々な舞台に出演しているうちに脚本執筆を頼まれるようになり、奈良橋陽子氏率いるユナイテッド・パフォーマーズ・スタジオ（UPSアカデミー）の卒業公演や、奈良橋氏が演出を手掛けた舞台などの脚本を執筆。
- 2008年には自ら企画・脚本・プロデュースを手掛ける『日穏-bion-』（びおん）を立ち上げ、以来毎年公演を行っている[1]。日穏-bion-の作品は、社会的なテーマを盛り込みながらも、分かりやすく、笑えて泣けて観終わった後に心がじんわり温かくなる作品が特徴。出演者はその都度集めて公演を行っている[2]。
- 2017年に短編演劇コンテスト「劇王東京III」で優勝し、全国大会となる「神奈川かもめ短編演劇祭」で、岩瀬が「俳優賞」と「戯曲賞」をダブル受賞[3]。
- 2017年に『警視庁捜査一課9係 Season12』（テレビ朝日）、翌年には『特捜9』（テレビ朝日）の脚本を執筆。
- 2019年には、木村多江、古谷一行主演の『ドラマ×マンガ お父さんと私の”シベリア抑留”～「凍りの掌」』（BSプレミアム）のドラマパートを共同執筆。
- 2020年度の劇団青年座公演「シェアの法則」(2021年1月上演）の脚本を提供。
- 役者としては数々の舞台に出演する傍らハリウッド映画にも出演しており、2016年に公開されたジェイソン・ザダ監督の『-JUKAI-樹海』（原題：The Forest）に続き、2019年公開のリドリー・スコット製作総指揮、ワッシュ・ウェストモアランド監督のNetflix映画『アースクエイクバード』（原題：Earthquake Bird）に出演し、アカデミー賞女優アリシア・ヴィキャンデル扮するルーシーの友人・Kato役を演じている[4]。
- 2021年公開のジョニー・デップ主演映画『MINAMATA-ミナマタ-』（アンドリュー・レヴィタス監督）にはMasako Matsumura役で出演[5]。2020年ベルリン国際映画祭のプレミア上映で、ジョニー・デップや真田広之と並んでレッドカーペットを歩く[6]。
- 2021年1月、45分尺の中編映画『月の海』（萩生田宏治監督）の脚本・プロデュース・主演。
- 2023年10月、長編映画『シェアの法則』（久万真路監督）の脚本・プロデュース・出演。
- 幼少期からバレエを習っていたためダンスが得意で、大学時代はミュージカルにも出演。アメリカ滞在中に日本の文化に興味を持ち、帰国して日本舞踊を習い始め現在に至る。着付けも得意。
- 母方の祖父は、児童文学者で後の日本児童文学者協会名誉会長の藤田圭雄である。
- 2022年4月、ツイッターにて芸名の文字表記を変更することを発表した。
- 2026年度前半期のNHK連続テレビ小説「風、薫る」に出演する事が発表された。

## 出演

### 映画
- 「シェアの法則」（2023年　監督：久万真路） - 松岡加奈子 役[7]
- 「MINAMATA-ミナマタ-」(2021年　監督：アンドリュー・レヴィタス、ジョニー・デップ主演）-Masako Matsumura役
- 「島守の塔」(2022年　監督：五十嵐 匠）-荒井きよ子役
- 「月の海」(2021年　監督：萩生田宏治) -結月静子役
- 「ほうきに願いを｣(2021年　監督：五藤利弘) -鈴木恵理子役
- 「アースクエイクバード」（2019年11月15日　製作総指揮：リドリー・スコット　監督：ワッシュ・ウェストモアランド) -Kato役
- 「I AM NOT A BIRD」(2018年　ウィリアム・オルソン監督) -リポーター役
- 「JUKAI-樹海-」(原題：「THE FOREST」)（2016年　監督：ジェイソン・ザダ）-校長役
- 「燦々ーさんさんー」(2013年　監督：外山文治) -鶴本祥子役
- 「青いソラ白い雲」(2012年　監督：金子修介）-相馬役
- 「下校するにはまだ早い」(2010年　監督：篠原哲雄）-目白陽子役
- 「明日泣く」(2011年　監督：内藤誠)　-ホステス役

### ドラマ
- 「連続テレビ小説 風、薫る」（2026年度前期放送予定、NHK） - 竹内栄 役[8]
- 「TOKYO VICE Season2」（2024年4月、HBO Max・WOWOW） - 佐藤里絵 役
- 「SUNNY」(2024年、Apple TV+）-Crisis Manager役
- 「めぐる未来」（2024年1月 、日本テレビ）レギュラー - 玉響真紀 役[9]
- 「JKと六法全書」(2024年、テレビ朝日）-駒場法香 役
- 「TOKYO VICE Season1」（2022年4月、HBO Max・WOWOW） - 佐藤里絵 役
- 「遺留捜査」第6シーズン 最終話（2021年3月18日、テレビ朝日） - 西野きみ子 役
- 「遺留捜査」第5シーズン 第3話 (2018年7月26日、テレビ朝日）- 大竹香澄 役
- 「警視庁捜査一課9係」Season12 第6話（2017年5月17日、テレビ朝日）- 武井晃子 役

### 舞台
- 日穏-bion-全作品 （企画・脚本・出演 ：岩瀬顕子）
  - 「月の海 2025」（2025）[10]
  - 「月虹の宿」(2022）
  - 「明日花-あしたばな-2020」(2020）
  - 「オミソ」(2019）
  - 「星の砂」(2018)
  - 「月の2018」(2018)
  - 「夕顔」(2017)
  - 「月の海」(2016)
  - 「明日花-あしたばな-」(2015)
  - 「Gift ～星空の向こうから～」(2014)
  - 「初恋」(2014)
  - 「SUKIYAKI」(2013)
  - 「かわたれの空」(2012)
  - 「日々～普通の人々～」(2009)
  - 「初恋」(2008)
- てがみ座公演（作:長田育恵　演出:扇田拓也）「青のはて～銀河鉄道前奏曲～」
- みそじんお座敷公演（作：阿藤智恵　演出：青山勝）「ドアを開ければいつも」
- TPT公演（作：ハロルド・ピンター　演出：岡本健一）「セレブレーション」
- 心日庵（ｼﾝﾋﾞｱﾝ）公演（作･演出：樋口隆則・たんじだいご）
  - 「すっ、天天！」
  - 「舞浜・角谷町・駅前通り」
  - 「日食とひまわり」
  - 「あっち川こっち川」
  - 「楽園の東」
- 劇団フライングステージ（作･演出：関根信一）「約束｣
- 黒門町公演（作：若菜としひろ　演出：狭間鉄）
  - 「新撰組外伝」
  - 「幕末・明治・高橋お伝」

### ＣＭ
- ヤマダ電機ハウステック
- 典礼会館「娘であり妻であり」篇
- 浅草浄苑
- サンスターＧＵＭ
- カネボウ専科クラシエ
- スターツコーポレーション
- キリンビール
- スズキ自動車スィフト

### キャスター・レポーター
- NHKラジオ「短期集中！３か月英会話　目指せスポーツボランティア」ナビゲーター
- NHKラジオ「Friends Around the World」-パーソナリティー
- NHKラジオ「入門ビジネス英語」-アシスタント
- NHK BS1・World TV「海外安全情報」-キャスター
- NHK World TV　英語ニュース「NEWSLINE」-キャスター
- NHKラジオ日本「TOKYO発 きょうの日本」-キャスター
- NHKラジオ 「World Interactive」-パーソナリティー
- NHK World TV ｢TOKYO EYE｣ -レポーター
- NHKハイビジョンスペシャル「悠々アラスカ客船紀行」-レポーター
- CSテレビ SKY-A 「ダンス×3 ボールルームダンス」-ナビゲーター
- テレビ東京「企業未来」-レポーター
- MXテレビ「林家こぶ平の小学生みち教室」-司会・レポーター
- MXテレビ「国土交通省インフォマーシャル」
- CS放送GAOLA「ソフトテニスジャパン」-レポーター
- 子ども放送局「夢スタジオ1030」-司会

## 脚本執筆
- 劇団青年座公演「柿紅葉のころ」(2025）
- 映画「シェアの法則」（2023)
- 劇団青年座公演「シェアの法則」(2021)
- 映画「月の海」(2021）
- NHKBSプレミアム「お父さんと私の”シベリア抑留”～「凍りの掌」」(2019)
- テレビ朝日「特捜9 season 1」第8話 (2018)
- テレビ朝日「警視庁捜査一課9係 season 12」第7話（2017)
- NHKEテレ「基礎英語0　世界英語ミッション」(2018）
- 劇団日穏-bion-全作品
- ユナイテッド・パフォーマーズ・スタジオ卒業公演  
  - 「Gift〜星空の向こうから〜」
  - 「SUKIYAKI」
  - 「陽の当たる庭」
  - 「永井家の八月」
  - 「Dear…」